# Alfred Gomolka
Alfred Gomolka (n. 21 iulie 1942, Breslau, Reich-ul German – d. 24 martie 2020, Loitz, Mecklenburg-Pomerania Inferioară, Germania) a fost un om politic german, membru al Parlamentului European în perioada 1999-2004 din partea Germaniei.